# Bosonogi Gen
"Bosonogi Gen" (japanski "はだしのゲン") je japanska antiratna manga Keijija Nakazawe po kojoj je snimljen i anime film 1983. Radnja obrađuje atomsko bombardiranje Hirošime 1945. iz perspektive malog dječaka iz naslova. Autor Nakazawa osobno je preživio uništenje Hirošime kao dijete te je odlučio svoja iskustva prenijeti na strip kako bi upozorio svijet na strahote rata. Po ovoj priči se zasnivaju i pet romana, jedna TV serija iz 2007. te četiri igrana filma - "Bosonogi Gen" iz 1976., "Bosonogi Gen - Eksplozija suza" iz 1977., "Bosonogi Gen: Borba za Hirošimu" iz 1980. te "Bosonogi Gen gleda Hirošimu" iz 2011. - te kazališni mjuzikl "Gen" koji je igrao nekoliko godina.
Zbog iznimne žestine prikaza stanja ljudi tijekom i nakon uništenja Hirošime, manga i anime film nisu namijenjeni publici mlađoj od 18 godina.

## Radnja
Hirošima, Drugi svjetski rat. Gen je mladi dječak koji promatra kako glad uništava grad i njegovu obitelj. Glavni uzrok tome su ogromni izdaci za rat koji je potpuno iscrpio Japan, no mladići se i dalje javljaju kako bi se borili. Gen ima mlađeg brata, Shinjija, stariju sestru Eiko, oca te trudnu majku. Otac im govori da su ugledaju u pšenicu koju "lupa kiša, gaze ljudi i prži sunce, no koja se svejedno obnavlja svake godine kad je najhladnije". Zbog gladi, svi se boje da majka neće moći roditi živo dijete pa Gen i Shinji odluče ukrasti ribu iz jednog ribnjaka kako bi ju nahranili. Zbog toga ih napadne vlasnik, no odluči im pokloniti ribu kada čuje da samo žele nahraniti majku. Potajice, otac se brine zašto su svi gradovi već bombardirani u njihovoj okolici, izuzev njihovog.
U ranim jutarnjim satima 6. kolovoza, nitko od stanovnika grada ništa ne sluti. Oko 8 sati, Gen i neka djevojka primijete američki avion visoko na nebu. To je "Enola Gay". Avion ispušta atomsku bombu koja razori 60 % grada i iznenadi sve svojom žestinom. Gen preživi jer je bio daleko od epicentra no svjedoči kako toplina eksplozije uništi ljude na ulici. Eksplozija uništi i njegovu kuću te ubije njegovog oca, brata i sestru. Majka preživi i rodi dijete no posljedice zračenja se osjećaju jer neki ljudi umiru samo zato što su popili radioaktivnu vodu. Vojska kupi leševe i stavlja ih u kamione no vlada nije priskrbila dovoljno hrane da umanji glad preživjelih. Gen uspijeva pronaći vreće riže te izgradi kolibu za majku. Oni usvajaju dječaka Ryutu koji je izgubio roditelje a podjseća ih na Shinjija. Ryuta i Gen zarade novac njegom bolesnog i inficiranog čovjeka te kupe mlijeko za bebu, no dijete je već preminulo od gladi. Međutim, Genu novu nadu u budućnost daje pšenica koja uspijeva rasti usprkos zračenju, te se prisjeti riječi svojeg oca. Na kraju, napravi mali brod u čast svim stradalima te ga pusti u more.

## Glasovi
- Issei Miyazaki - Gen Nakaoka
- Masaki Koda - Shinji Nakaoka/ Ryuta Kondo
- Yoshie Shimamura - Majka - Kimie Nakaoka
- Takao Inoue - Daikichi Nakaoka
- Seiko Nakano - Eiko

## Manga
Keiji Nakazawa je kao dječak osobno preživio atomsko bombardiranje Hirošime u kojem su mu poginuli otac, brat i sestra. Jedino mu je majka preživjela. 20-ak godina kasnije, kada je ona preminula, Nakazawa se prisjetio potisnutih uspomena i odlučio prenijeti svoja iskustva u stripu. Izvorni kratki strip nazvan "Ore wa Mita" (doslovni prijevod: "Ja sam to vidio") bio je čista autobiografija s naracijom u prvom licu. Nakazawa je bio glavni junak, a priča je pratila bombardiranje Hirošime, kako se grad oporavljao, kako je Nakazawa otišao u Tokio kako bi radio kao manga umjetnik te njegov bijes zbog posljedica radijacije. Prošireni crno-bijeli strip pojavio se u Japanu 1972. u obliku tjednog izdanja u jednom časopisu. U tom izdanju, izbačen je kasniji dio kako je Nakazawa odrastao te se priča usmjerila samo na razdoblje Hirošime uoči katastrofe dok se junak preimenovao u Gena.
Paul Gravett, Roger Sabin i Frederik Schodt navode da je "Bosonogi Gen" imao značajnu ulogu u razvoju mange nakon Drugog svjetskog rata. Priča jasno kritizira ondašnju japansku vladu i politiku huškanja na rat, ali i američku politiku koja je Japanu nametnula zapadnjačku kulturu. Lik majke je jedan od ključnih u priči jer personificira cijelu patnju nedužnih civila.

## Kritike
| „               | Iako je Nakazawina naracija dirljiva i potresna, animacija je neuravnotežena. Povremeno, ne uspijeva se izdići ni iznad kategorije "Clutch Cargo" prilikom grafičke prezentacije: likovi se gibaju ukočeno - ili se uopće ne miču - izuzev njihovih usta, a njihov tretman je do krajnje mjere u obliku crtića, te često u nedostatku individualnosti. S druge strane, dijelovi animacije se gotovo mogu mjeriti sa Disneyjem, pogotovo u sekvenci u kojoj se prikazuje uništenje Hirošime. | ” |
| — Pamela Bruce, | |   |

| „              | Ne znam niti za jedan igrani film koji toliko upečatljivo dočarava stravu Hirošime i Nagasakija. Hollywoodski cenzori ne bi nikada dopustili toliku iskrenost koju scenarist i producent Keiji Nakazawa otkriva ovdje...Animacija je doima slabijom od "Groblja krijesnica", ali njena snažna dramatizacija čine ovaj film obaveznim gledanjem za odraslu publiku. | ” |
| — John Nesbit, | |   |

| „                | Izrazi kao što su "užasno" i "strašno" doista nisu pretjerani. "Bosonogi Gen" doista nije lagani film za pogledati: neumoljiv je u svojem prikazu uništenja, što je dobra stvar, iako je to stravično. Ovakva vrsta prizora je rijetko kada prije prikazana, izuzev fotografija koji su dokumentirali rat. U "Bosonogom Genu" osjećaj za stravu se eskalira do te mjere da gledatelji počnu vidjeti stvari koje prije nikako nisu smatrali da su bile istinite, a ipak su bile: iskustvo je srcedrapajuće. | ” |
| — Kevin Gilvear, | |   |

## Vanjske poveznice
- Bosonogi Gen u internetskoj bazi filmova IMDb-a
- Bosonogi Gen (anime) na Anime News Network
- Bosonogi Gen na Anime Nfo